# フョードル・ミハイロヴィチ (ミクリン公)
フョードル・ミハイロヴィチ（ロシア語: Фёдор Михайлович、? - 1410年）は、15世紀初頭のミクリン公（在位：1399年 - 1410年）である。クニャージ（公）ミクリン公家、ボヤーレ（貴族）ミクリンスキー家(ru)の祖。

## 生涯
フョードルの生年は不明である。トヴェリ大公ミハイルと、スーズダリ公コンスタンチン(ru)の娘エヴドキヤの間に生まれた6人の中で最年少の子にあたる。フョードルに関する最初の言及は、『ニコン年代記(ru)』において、1390年ごろに、モスクワのボヤーレ、フョードル・アンドレエヴィチ・コーシュカ(ru)の娘・アンナと結婚したという記述である。
1399年、父ミハイルの死亡後に、ミクリノを分領公国（ミクリン公国）として受領した。1400年、トヴェリ大公イヴァンと、カシン公ヴァシリーの、二人の兄の紛争に関与したが、フョードルに対する制裁の類は発生しなかった

1406年、トヴェリ大公国はモスクワ大公国と結び、リトアニア大公国と戦ったが、フョードルも他のトヴェリ諸公と共にこれに参加した。
1410年にフョードルは死亡し、遺領はアレクサンドルとフョードルの2人の息子に相続されたが、2人の間でどのように分割相続されたかの詳細は不明である。

## 妻子
妻はモスクワのボヤーレの娘・アンナ（1390年結婚）。子には以下の人物がいる。
- アレクサンドル
- フョードル